# Gordisa
Gordisa község Baranya vármegyében, a Siklósi járásban.

## Fekvése
Siklóstól délre, Harkánytól délkeletre fekszik, a Drávától és a horvát határtól mindössze 2 kilométerre. A további szomszédos települések: kelet felől Matty, nyugat felől Drávaszabolcs, északnyugat felől pedig Ipacsfa. Községhatára délen egy rövid (pár száz méteres) szakaszon egybeesik az országhatárral, abban az irányban a legközelebbi szomszédos település a horvátországi Alsómiholjáchoz (Donji Miholjac) tartozó Szentgyörgy (Sveti Đurađ).

### Megközelítése
Csak közúton közelíthető meg, Siklós vagy Drávaszabolcs felől, az 5712-es úton.

## Története
Az Árpád-kori település Gordisa (Geredistye, Gradistye, Hídvég) nevét az oklevelek 1251-ben említették először Gradustan, Gradistan alakban írva, majd 1256-ban Gradiscam, 1296-ban Gueredystha írásmóddal fordult elő. Más forrás szerint az első említés 1332 és 1336 között történt, Gerdesse, Kerdiste alakban.
A település a Haraszt nemzetség birtoka volt, 1251-ben és 1266-ban Miklós bán fiai osztoztak meg rajta, ekkor Miklós, Salamon és Vajda kapta. 1296 előtt a Haraszt nemzetséghez tartozó Sági Benedek a lakatlan Geredistye, illetve Hídvég földet nővérével együtt sógorának, Rendi Tamásnak adta át. Az 1332-es összeíráskor a falu papja 100, 1334-ben 25, 1335-ben 30 báni pápai tizedet fizetett.
Lakói a történelem során végig magyarok voltak, többségében katolikusok és reformátusok.

## Közélete

### Polgármesterei
- 1990–1994: Bulla Imre (független)[5]
- 1994–1998: Kovács Sándor (független)[6]
- 1998–2002: Lukácsné Kislaki Zsuzsanna (független)[7]
- 2002–2006: Lukácsné Kislaki Zsuzsanna (független)[8]
- 2006–2010: Lukácsné Kislaki Zsuzsanna (független)[9]
- 2010–2014: Varnyu Eleonóra (független)[10]
- 2014–2019: Lukácsné Kislaki Zsuzsanna (független)[11]
- 2019–2024: Dr. Ginat Lior (független)[12]
- 2024– : Dr. Ginat Lior (független)[1]

## Népesség
A település népességének változása:
| Lakosok száma | 263  | 265  | 274  | 253  | 266  | 271  | 290  | 304  |
|               | 2013 | 2014 | 2015 | 2019 | 2021 | 2022 | 2023 | 2024 |

A 2011-es népszámlálás során a lakosok 66,4%-a magyarnak, 25,7% cigánynak, 1,5% horvátnak, 1,1% németnek mondta magát (32,8% nem nyilatkozott; a kettős identitások miatt a végösszeg nagyobb lehet 100%-nál). A vallási megoszlás a következő volt: római katolikus 45,1%, református 10,1%, felekezeten kívüli 6,3% (35,4% nem nyilatkozott).
2022-ben a lakosság 93,4%-a vallotta magát magyarnak, 32,1% cigánynak, 0,4-0,4% németnek, bolgárnak és románnak, 0,7% egyéb, nem hazai nemzetiségűnek (6,6% nem nyilatkozott; a kettős identitások miatt a végösszeg nagyobb lehet 100%-nál). Vallásuk szerint 44,3% volt római katolikus, 7,7% református, 3,3% egyéb keresztény, 1,8% egyéb katolikus, 22,9% felekezeten kívüli (19,9% nem válaszolt).

## Nevezetességei
- Római katolikus temploma 1773-ban épült, Nagyboldogasszony tiszteletére szentelték fel.
- Református temploma 1796-ban[4] (más forrás szerint 1830-ban[15]) épült, ma műemléki védelem alatt áll.